# 鄒穎恒
鄒穎恒（英語：Zoe Chow Wing-heng，1988年—），香港民主派政黨民主黨中委成員兼九龍西支部副主席，前香港深水埗區議會碧匯選區議員。

## 參與區議會選舉
2015年香港區議會選舉，由於覃德誠決定轉往荔枝角北爭取連任，幸福選區的議席由民協成員鄒穎恒和民建聯成員張德偉爭奪，最終鄒穎恒以2,137票擊敗取得1,898票的張德偉，成功當選區議員。值得留意的是兩個投票站中，鄒於聖公會基福小學得票較張少7票（1,590對1,597），而深水埗官立小學，鄒以547票多於張的301票。2018年鄒由民協轉投民主黨。
2019年香港區議會選舉，鄒穎恒轉往碧匯選區發展，幸福選區則「交回」民協成員徐溢軒服務。結果鄒以五成三得票擊敗另外兩個對手，成功連任。票站數據顯示，鄒穎恒於海盈邨平台乒乓球場票站以509票落後經民聯黃永威的583票，馬愉生則得到58票，而在西九龍調解中心票站，鄒則以953票多於黃567票及馬的62票，如同其他選區一樣，反映建制派在低下階層區域較中產階層地區容易得到支持。

### 歷屆選舉結果
| 政党   | 政党         | 候选人    | 票数  | %     | ±      |
| ------ | ------------ | --------- | ----- | ----- | ------ |
|        | 民主黨       | ①. 鄒穎恒 | 1,462 | 53.51 | 不適用 |
|        | 經民聯       | ②. 黃永威 | 1,150 | 42.09 | 不適用 |
|        | 普羅政治學苑 | ③. 馬愉生 | 120   | 4.39  | 不適用 |
| 多数票 | 多数票       | 多数票    | 312   | 11.42 | 不適用 |

| 政党   | 政党   | 候选人    | 票数  | %     | ±      |
| ------ | ------ | --------- | ----- | ----- | ------ |
|        | 民協   | ①. 鄒穎恒 | 2,137 | 52.96 | 不適用 |
|        | 民建聯 | ②. 張德偉 | 1,898 | 47.04 | ▲13.6  |
| 多数票 | 多数票 | 多数票    | 239   | 5.92  | ▼27.40 |

## 資料來源與註釋
1. ↑  . 民主黨.   [2019-11-30]. （原始内容存档于2020-11-21） （中文（香港））.
2. ↑  . www.elections.gov.hk. 2015-11-23  [2020-10-29]. （原始内容存档于2018-06-13） （中文（香港））.
3. ↑  . 2019-11-25  [2020-11-23]. （原始内容存档于2020-12-10） （中文（香港））.

## 外部連結
- 鄒穎恒的Facebook專頁
- 鄒穎恒的Instagram帳戶
- . 深水埗區議會. 2020-05-07  [2020-11-03]. （原始内容存档于2021-02-01） （中文（香港））.
- . 深水埗區議會. 2017-03-23  [2021-01-03]. （原始内容存档于2018-10-09） （中文（香港））.
- . 民主黨.   [2019-11-30]. （原始内容存档于2020-11-21） （中文（香港））.

| 議會席位      | 議會席位                                                | 議會席位              |
| ------------- | ------------------------------------------------------- | --------------------- |
| 前任： 覃德誠 | 深水埗區議會 幸福選區區議員 2016年1月1日—2019年12月31日 | 繼任： 徐溢軒         |
| 首任          | 深水埗區議會 碧匯選區區議員 2020年1月1日—2021年7月7日   | 繼任： 末任(選區取消) |